# Attentats de la Course de l'espoir
Les attentats de la Course de l'espoir ont lieu le 25 février 2023 lors de la 28e édition de la Course de l'espoir à Buéa, dans la région du Sud-Ouest du Cameroun. Trois explosions surviennent au cours de la compétition, blessant 18 personnes.
Les attaques sont revendiquées par les Forces de défense de l'Ambazonie (FDA), l'un des principaux groupes armés séparatistes dans les régions anglophones du pays.

## Contexte
Un total de 483 athlètes venus du Cameroun et de l’étranger participent à la Course de l’espoir, cette compétition de près de 42 km consiste à gravir le mont Cameroun, la plus haute montagne du pays. L’édition 2023 est marquée par la célébration des cinquante ans de cette compétition lancée en 1973.
Le Nord-Ouest et le Sud-Ouest sont peuplés principalement par la minorité anglophone du pays, dont une partie s'estime ostracisée par la majorité francophone de ce pays dirigé d'une main de fer depuis près de 40 ans par le président Paul Biya. Ces deux régions sont le théâtre depuis fin 2016 d'un conflit meurtrier entre les groupes armés séparatistes et l'armée et la police, les deux camps étant régulièrement accusés par les ONG internationales et l'ONU de crimes contre les civils. Le conflit a fait plus de 6 000 morts et forcé plus d'un million de personnes à se déplacer, selon le centre de réflexion International Crisis Group (ICG).
En raison du conflit, la fréquentation de la course baisse à partir de 2017,.

## Déroulement
Peu après 7 heures du matin, à peine le départ de la course à pied donné, une première explosion retentit, suivie quelques minutes plus tard par deux autres explosions. Selon des sources policières, des engins explosifs improvisés dissimulés en divers points du parcours des athlètes sont à l'origine des explosions.

## Victimes
Le bilan initial fait état de 18 blessés, dont un athlète et 17 spectateurs,. Le 28 février 2023, une femme grièvement blessée, meurt à l'hôpital trois jours après son admission.

## Revendication
Dans une vidéo diffusée sur la messagerie WhatsApp, les FDA revendiquent l'attaque dans les termes suivants : « Nos forces ont lancé une attaque visant les militaires qui protégeaient les athlètes participant à la course du Mont Cameroun à Buea ».

## Réactions diplomatiques
L'ambassade des États-Unis au Cameroun condamne l'explosion sur Twitter.
Le Haut-commissaire britannique au Cameroun, Christian Dennys-McClure affirme que « le Royaume-Uni condamne les attentats à la bombe perpétrés hier contre les civils lors de l'acension du Mont Cameroun à Buea » rappelant que « les civils ne devraient pas être une cible et les droits de l'homme devraient être respectés ».